# László Tábori
László Tábori (nascido em 6 de julho de 1931 - 23 de maio de 2018) foi um corredor húngaro, ficou conhecido por igualar os 1500 metros do recorde do mundo e o 4ª colocação no evento em 1956 os jogos Olímpicos de Verão.
Tábori nasceu em Košice. Sua carreira só começou no início da década de 1950, sob o comando de Mihály Iglói, o lendário treinador de Tábori, do clube Budapest Honvéd. fez parte do recorde mundial de 1953 e 1954, na modalidade 4 x 1500 metros de equipes da Hungria. Em 28 de maio de 1955, ele se tornou o terceiro homem no mundo a correr uma milha em quatro minutos, executando 3:59.0 e profundamente bateu Chris Chataway e Brian Hewson. (Por mais de vinte anos, ele e Rózsavölgyi permaneceria como os únicos Húngaros a correr uma milha em quatro minutos.